# Amics de la Gent Gran
Amics de la Gent Gran és una organització de voluntariat, creada el 1987, amb seu a Barcelona, que treballa per millorar la qualitat de vida dels milers de persones que pateixen soledat. La seva visió és una societat que reconegui el paper, la singularitat i el valor de les persones grans que la componen, evitant així la seva exclusió i enriquint-nos tots i totes d'una vellesa que es mira com una oportunitat col·lectiva i individual, no com un llast.
La funció d'aquesta organització sense ànim de lucre és lluitar contra la soledat i la marginació de les persones grans mitjançant l'acció del voluntariat i la sensibilització de la societat. Això ho fa mitjançant projectes socials i campanyes de comunicació. Actualment, està present en 13 comarques i 36 municipis de Catalunya. L'ONG forma part de la Federación Amigos de los Mayores juntament amb dues entitats més, Fundació Amics de la Gent Major i Amigos de los Mayores Aragón, les quals també intenten pal·liar l'aïllament i la soledat d'aquest grup de persones, així com aportar una ajuda real a la gent gran que sent solitud; aquest sentiment moltes vegades ve donat -sobretot a les grans ciutats- per l'estil de vida actual. A més, Amics de la Gent Gran està dins de la Federació Internacional Les petits frères des Pauvres, composta per deu països.
L'any 2009 va rebre el premi Josep Parera, de l'Obra Social de Caixa Penedès.
Des del 2010, atorguen el Premi Amics de la Gent Gran.
En el vint-i-cinquè aniversari de l'entitat, en el 2012, la Generalitat li va atorgar la Creu de Sant Jordi "per la valuosa contribució a la qualitat de vida i a la dignitat personal que aquesta tasca representa, des del suport emocional, la companyia, la relació i l'amistat que els voluntaris de la Fundació procuren oferir".
El 2018, Amics de la Gent Gran va rebre el Premi Voluntariat, el qual reconeix el voluntariat de l'ONG i el seu paper en la societat.

## Història
La ONG va néixer amb Armand Marquiset, que va lluitar contra la soledat no desitjada i l'aïllament social de les persones grans, creant la Fundació Les petits frères des Pauvres. Les petits frères des Pauvres, encara en actiu avui dia, es va convertir en un referent a escala nacional i internacional.
Un grup de persones voluntàries de Barcelona es va fixar en la tasca d'Armand Marquiset i va decidir crear l'Associació Amics de la Gent Gran el 4 de setembre de 1987, que més tard passaria a ser una fundació privada.

## Acció
Amics de la Gent Gran treballa per lluitar contra la soledat no desitjada de les persones grans a través d'activitats de socialització i de sensibilització. Pel que fa a la primera, es basa principalment en el voluntariat: una persona altruistament visita cada setmana una persona gran que sent soledat. A part, l'ONG fa tallers i sortides per fomentar les relacions socials tant entre gent gran com intergeneracionals. Un dels projectes de socialització més grans de l'entitat és La Bufanda de la Iaia, trobades intergeneracionals que tenen l'objectiu de crear un espai on les persones grans puguin tenir companyia i fer amistats mentre teixeixen bufandes.
Aquest últim projecte no tan sols és de socialització, sinó que també fa una gran labor de sensibilització, com diverses campanyes que Amics de la Gent Gran duu a terme al llarg de l'any. La més important és Roses Contra l'Oblit, que té lloc per les dates de Sant Jordi. El seu símbol és una rosa de feltre feta a mà per joves dels programes d'inserció laboral de la Fundació Pare Manel.